# Алексо Ивановски
Алексо (Лецо, Леце) Ивановски или Иванов е български революционер, деец на Вътрешната македоно-одринска революционна организация.

## Биография
Алексо Ивановски е роден в 1885 година град Крушево, тогава в Османската империя. Баща му Иван Атанасов е борец за българска църковна независимост в Крушево. По професия Алексо Ивановски и братята му Георги, Колич и Велко са дюлгери.
Влиза във ВМОРО и в 1902 година е арестуван заедно с Колич Ивановски и лежат в Битолския затвор, заради аферата след предателството на Кола Михайлов, но не след дълго са освободени. След прострелването на Михайлов от Вангю Пене (Ганга) по погрешка властите арестуват отново синовете на Иван Атанасов, но умиращият Михайлов посочва истинския убиец и те са освободени.
На 19 юли 1903 година Колич и Алексо Ивановски се укриват в гръцката църква „Свети Никола“ в Крушево и преспиват вътре. На следващия ден - датата на началото на Илинденско-Преображенското въстание, отварят църквата и пускат в нея българските четници, които заемат позиции срещу хюкюмата. След това Колич и Леце се присъединяват към четата на Иван Наумов Алябака и участват във всичките ѝ походи до решението на Главния щаб за разформироване на четите.
През 1904 година Колич и Леце участват във възстановяването на организацията в района.
При избухването на Балканската война в 1912 година Алексо Ивановски е доброволец в Македоно-одринското опълчение и служи в четата на Методи Стойчев.